# 鄒廷彥
鄒廷彥（1568年—1627年），號念劬，四川省重慶府巴縣人，明朝政治人物。

## 生平
萬曆十九年（1591年）辛卯科四川鄉試舉人，二十年联捷壬辰科第三甲第九十名進士。户部觀政，改翰林院庶吉士，养病回籍。二十三年授戶科給事中，巡视光禄寺，巡视太仓，五月升户科右。萬曆二十三年（1595年）冬十二月，神宗因事遷怒科道官員，給事中耿隨龍、鄒廷彥、黎道炤、孫羽侯、黃運泰、毛一公，御史李宗延、顧際明、袁可立、綦才、吳禮嘉、王有功、李本固，南京給事中伍文煥、費必興、盧大中，御史柳佐、聶應科、李文熙十九人俱調，其餘停俸一年。

## 著作
《重庆府志》，明张文耀修，邹廷彦纂，八十六卷。